# Hermann August Theodor Harms
Hermann August Theodor Harms (* 16. Juli 1870 in Berlin; † 27. November 1942 ebenda) war ein deutscher Botaniker und Taxonom. Sein offizielles botanisches Autorenkürzel lautet „Harms“.

## Leben und Wirken
Harms war Botaniker am Botanischen Museum in Berlin. Er war Mitglied der Preußischen Akademie der Wissenschaften. Harms war auch langjähriger Schriftleiter von Heinrich Gustav Adolf Engler für dessen 1900 bis 1953 in 107 Heften erschienenes Das Pflanzenreich. Für das Werk Die natürlichen Pflanzenfamilien von Engler und Carl Prantl schrieb er die Kapitel zu mehreren Pflanzenfamilien, unter anderem über die Bromeliaceae (1930). Im Jahr 1907 wurde Harms zum Mitglied der Leopoldina gewählt.
Harms ist Autor wichtiger Werke über die Pflanzengattung Nepenthes. 1938 überarbeitete er diese Gattung und schuf deren drei Untergattungen Anurosperma, Eunepenthes und Mesonepenthes. Er interessierte sich auch für die Gattung Passiflora.
Hermann August Theodor Harms starb 1942 im Alter von 72 Jahren in Berlin und wurde auf dem Alten Zwölf-Apostel-Kirchhof in Berlin-Schöneberg beigesetzt. Das Grab ist nicht erhalten.

## Dedikationsnamen
Die Pflanzengattung Harmsia K.Schum. aus der Familie der Malvengewächse (Malvaceae), Harmsiella Briq. aus der Familie der Lippenblütler (Lamiaceae), Harmsiodoxa O.E.Schulz aus der Familie der Kreuzblütler (Brassicaceae), Harmsiopanax Warb. aus der Familie der Araliengewächse (Araliaceae) und Neoharmsia R.Vig. aus der Familie der Hülsenfrüchtler (Fabaceae) ist nach ihm benannt worden.

## Werke
- Karl Wilhelm von Dalla Torre & Hermann Harms: Genera siphonogamarum ad systema Englerianum conscripta. Leipzig: G. Engelmann, 1900–1907
- Alfred Cogniaux & Hermann Harms: Cucurbitaceae-Cucurbiteae-Cucumerinae. Leipzig: Engelmann, 1924 (Nachdruck Weinheim 1966)